# Општина Каса Веке-Олану (Валча)
Каса Веке-Олану (рум. Casa Veche-Olanu) општина је у Румунији у округу Валча.
Oпштина се налази на надморској висини од 195 m.